# Maurício Tragtenberg
Maurício Tragtenberg (* 4. November 1929 in Getúlio Vargas (Rio Grande do Sul); † 17. November 1998 in São Paulo) war ein brasilianischer Soziologe.
Tragtenberg galt als Anarchist und Trotzkist. Er entwarf eine „libertäre Pädagogik“ (pedagogia libertária), welche sich kapitalistischen Machtverhältnissen widersetzte: Lehrende und Lernende sollten sich entgegen bürokratischer Zwänge selbst organisieren, Qualifikationen sollten zur Förderung jedes Individuums abgeschafft werden, und Solidarität und Kritik sollten jedes Handeln leiten. Er wollte damit freie Bildung für alle, Überwindung akademischer Hierarchien und Organisationsfreiheit für Lehrende bewirken.
Tragtenberg lehrte an der Universidade de São Paulo, an der Universidade Estadual de Campinas, an der Pontifícia Universidade Católica de São Paulo und an der Fundação Getulio Vargas. Er war zudem Esperantist. Sein Gesamtwerk erscheint in mehreren Bänden im Verlag Editora UNESP.
Er war mit der Schauspielerin Beatriz Tragtenberg verheiratet, mit der er drei Kinder hatte.

## Schriften
- Planificação. Desafio do século XX, 1967
- Burocracia e ideologia, 1974
- Administração, poder e ideologia, 1980
- Reflexões sobre o Socialismo, 1986
- A Revolução Russa, 1988
- Memórias de um autodidata no Brasil, 1999

In das Deutsche ist keines seiner Werke übersetzt.